# Teatro Cultura Artística
O Teatro Cultura Artística é um teatro localizado na região central da cidade de São Paulo, pertencente à Sociedade de Cultura Artística.
Entre os anos 1947 e 1950, sob o projeto do arquiteto Rino Levi, o teatro foi construído no terreno do antigo Velódromo de São Paulo, o primeiro estádio de futebol do país. O sonho da Sociedade de construir um espaço próprio para abrigar os seus espetáculos veio, por fim, em duas noites de inauguração: nos dias 8 e 9 de março de 1950, a cargo de Heitor Villa-Lobos e Camargo Guarnieri, que revezaram-se na regência da Orquestra Sinfônica do Estado de São Paulo, e apresentaram obras suas.
Em 17 de agosto de 2008, o teatro foi parcialmente destruído por um incêndio e desativado. O teatro possuía duas salas superpostas: a Sala Esther Mesquita, com 1.156 poltronas, e a Sala Rubens Sverner, com 339, ambas com acesso para deficientes físicos e ar condicionado. A sua fachada exibe o maior afresco existente de Di Cavalcanti, medindo 48 metros de largura por 8 de altura, feito em mosaico de vidro, que não foi destruído pelo incêndio e passou por ampla restauração, pelos maiores especialistas do Brasil e do exterior.

## História

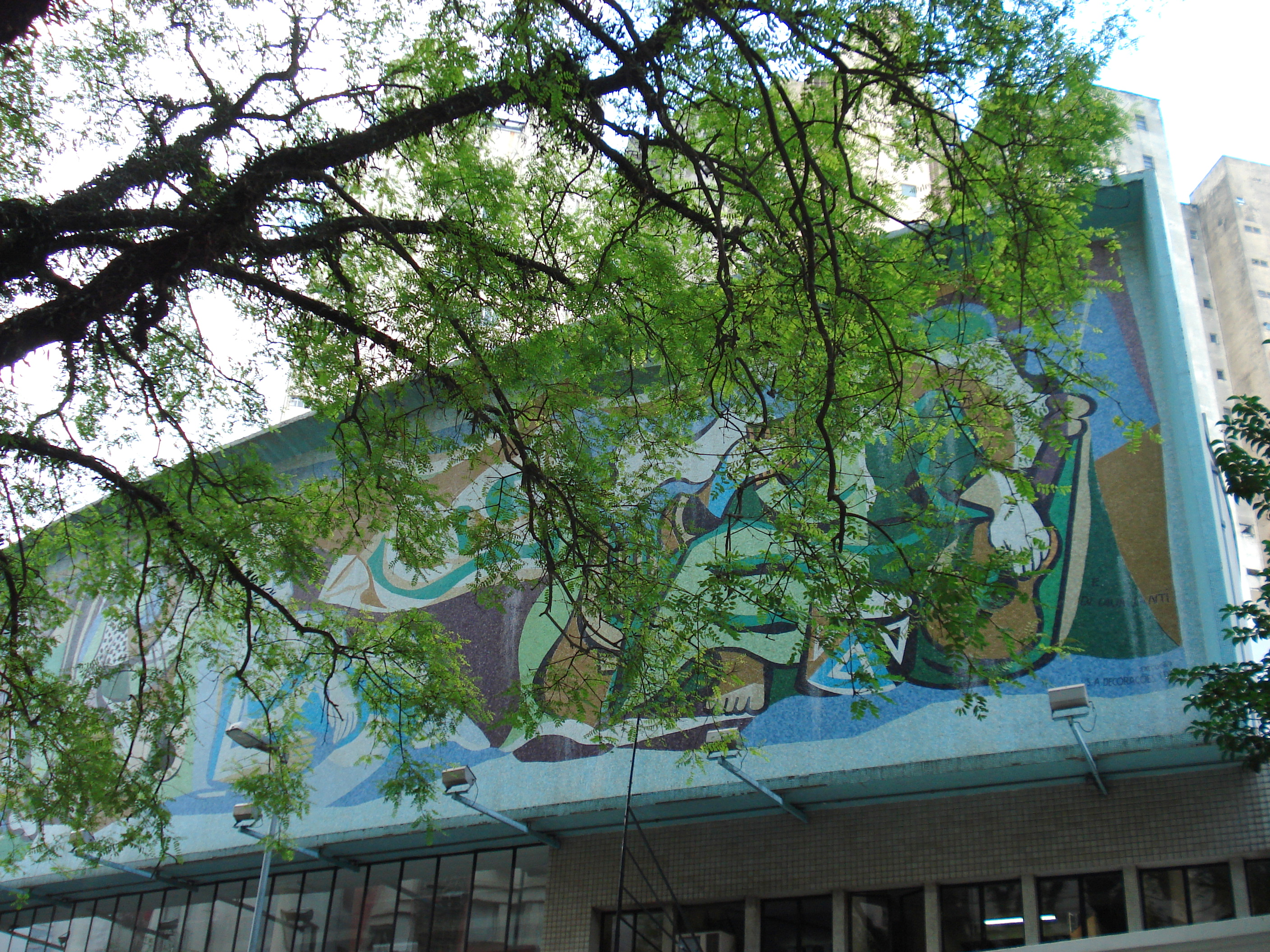
Teatro Cultura Artística, em São Paulo

A Sociedade de Cultura Artística nasceu em 1912 na cidade de São Paulo através de saraus realizados nas casas de membros da elite econômica e cultural paulistana. Neste período, sentiu-se a necessidade de expandir as produções culturais pela cidade, uma vez que um ano antes, em 1911, a capital inaugurava o seu Teatro Municipal de São Paulo. Foi então que alguns intelectuais, empresários e profissionais liberais criaram a Sociedade Cultura Artística. Entre os seus fundadores estavam Vicente de Carvalho, Arnaldo Vieira de Carvalho, Nestor Pestana, Frederico Vergueiro Steidel, Roberto dos Santos Moreira e Júlio de Mesquita.
Com o objetivo de promover eventos ligados à literatura e à música, os primeiros anos da Sociedade contaram com apresentações nacionais e, posteriormente, internacionais de saraus, conferências e recitais. O grupo utilizava dos espaços do Teatro Municipal de São Paulo para realizar as suas atividades. Entretanto, foi a partir de 1920 que eventos com artistas renomados se tornaram cada vez mais frequentes, tendo a necessidade de se criar um espaço próprio. Ligado a isto, o crescimento das produções culturais no Municipal acabou criando conflito de agendas e nem sempre era possível sediar os eventos da Sociedade. Dessa forma, Arnaldo Vieira de Carvalho, presidente então do Cultura Artística, estabeleceu como meta a construção de um espaço próprio.

### Construção do teatro
Nas primeiras décadas do século XX, a cidade de São Paulo passava por um crescimento econômico e cultural cada vez maior. Sem dúvida, isso motivou os membros da Sociedade a juntarem joias para auxiliar na compra do terreno da futura sede. Poucos anos depois, o projeto de construção de um teatro não era mais vontade exclusiva dos membros do grupo e sim de quase todos os frequentadores dos espetáculos.
O fundo criado pela diretoria possibilitou em 1919 a compra do terreno. Naquele mesmo ano, o jornal O Estado de S. Paulo soltou uma matéria a respeito das futuras estruturas do teatro. Segundo o periódico, o estabelecimento teria capacidade para mais de duas mil pessoas somente no salão principal e contaria com áreas para exposições de pinturas, bibliotecas, restaurantes, salão de banquetes, etc. Gioconda Bordon, autora do livro O Reviver das Musas: O Mural de Di Cavalcanti do Teatro Cultura Artística (2011), ainda complementou que o espaço mais se assemelharia a um complexo cultural do que de fato a um teatro.

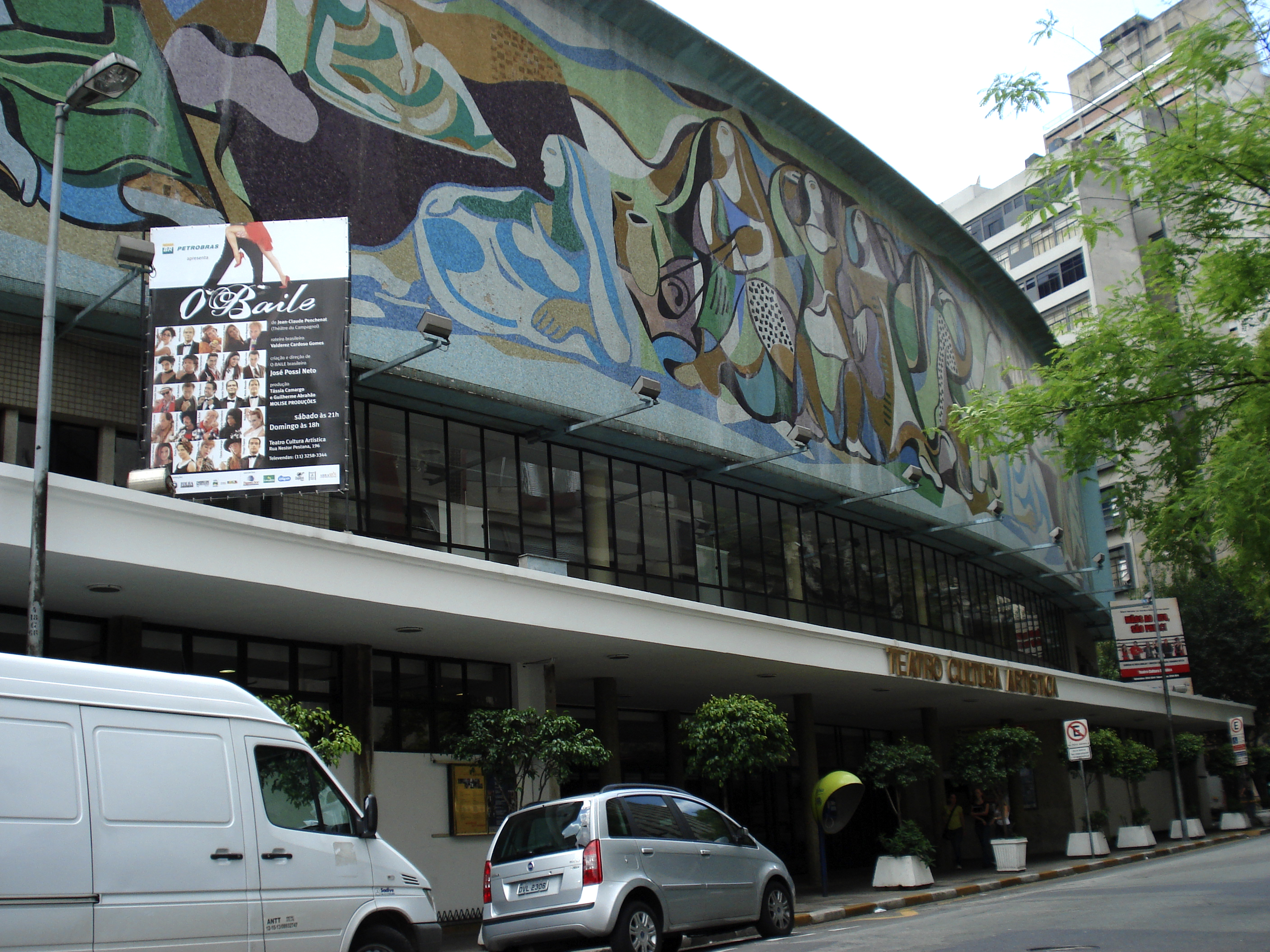
Fachada antes do incêndio do Teatro Cultura Artística

 No entanto, alguns anos se passaram e as dificuldades econômicas que o país e os próprios sócios enfrentavam inviabilizaram a construção da sede. Somado a isto, em 1933, a morte de um dos mais importantes membros do grupo, Nestor Pestana, atrasou ainda mais o sonho. Em 1943, a Sociedade Cultura Artística recomeçou um novo projeto em parceria com o renomado arquiteto e professor da Faculdade de Arquitetura e Urbanismo da Universidade de São Paulo, Rino Levi. O arquiteto teve a ambição de construir algo inovador para a cidade através de avançados recursos técnicos.  Somente em 1945 o projeto do Teatro estaria pronto e aprovado pela Política e administração pública do município de São Paulo. Divido em dois ambientes, um com capacidade para 1560 lugares e outro menor para 458, a planta era moderna e necessária para acomodar as atividades culturais do grupo. Por fim, as obras tiveram seu início em 1947.
Em 1950, mais de trinta anos depois, surgia o tão sonhado Teatro Cultura Artística. No dia de sua inauguração, os palcos receberam a Orquestra Sinfônica do Estado de São Paulo e os maestros Heitor Villa-Lobos e Camargo Guarnieri.
Com passar dos anos, o Teatro foi sofrendo alguns danos graves, como a queda de parte do telhado em 1955.  O fundo para reconstrução não era dos melhores, o que fez com que a Sociedade procurasse investimentos alternativos por meio do aluguel do espaço à Rede Excelsior até 1970. Em seguida, os arquitetos Rino Levi e Roberto Cerqueira César elaboraram um projeto para a reforma do Teatro. O espaço foi reaberto em 1977 e ficou em funcionamento até 2008, quando um incêndio destruiu grande parte da sua estrutura interna, preservando somente o mural da fachada do artista Di Cavalcanti.

### O arquiteto
Rino Levi é hoje considerado um importante contribuinte para o desenvolvimento da arquitetura moderna em São Paulo. Nascido em 1901, o paulista se formou em arquitetura na Itália e regressou para o Brasil em 1926. Seu trabalho foi decisivo para a arquitetura da cidade e para a formação futura de gerações de arquitetos.
Sua carreira iniciou no final da década de 20, estando perfeitamente integrado no panorama da arquitetura internacional. Isso sem dúvida foi um diferencial para o artista. Levi trouxe para o Brasil elementos importantes de seus estudos na Itália, o que permitiu que o seu trabalho colocasse a paisagem de São Paulo no mapa das cidades com arquiteturas mais modernas e vanguardista. Rino conquistou um importante papel como professor da Faculdade de Arquitetura e Urbanismo da Universidade de São Paulo e desenvolveu massivos estudos para combinar a acústica com o espaço arquitetônico. Sua obra, apesar de bastante exposta em periódicos nacionais e internacionais, sofreu poucos estudos críticos.

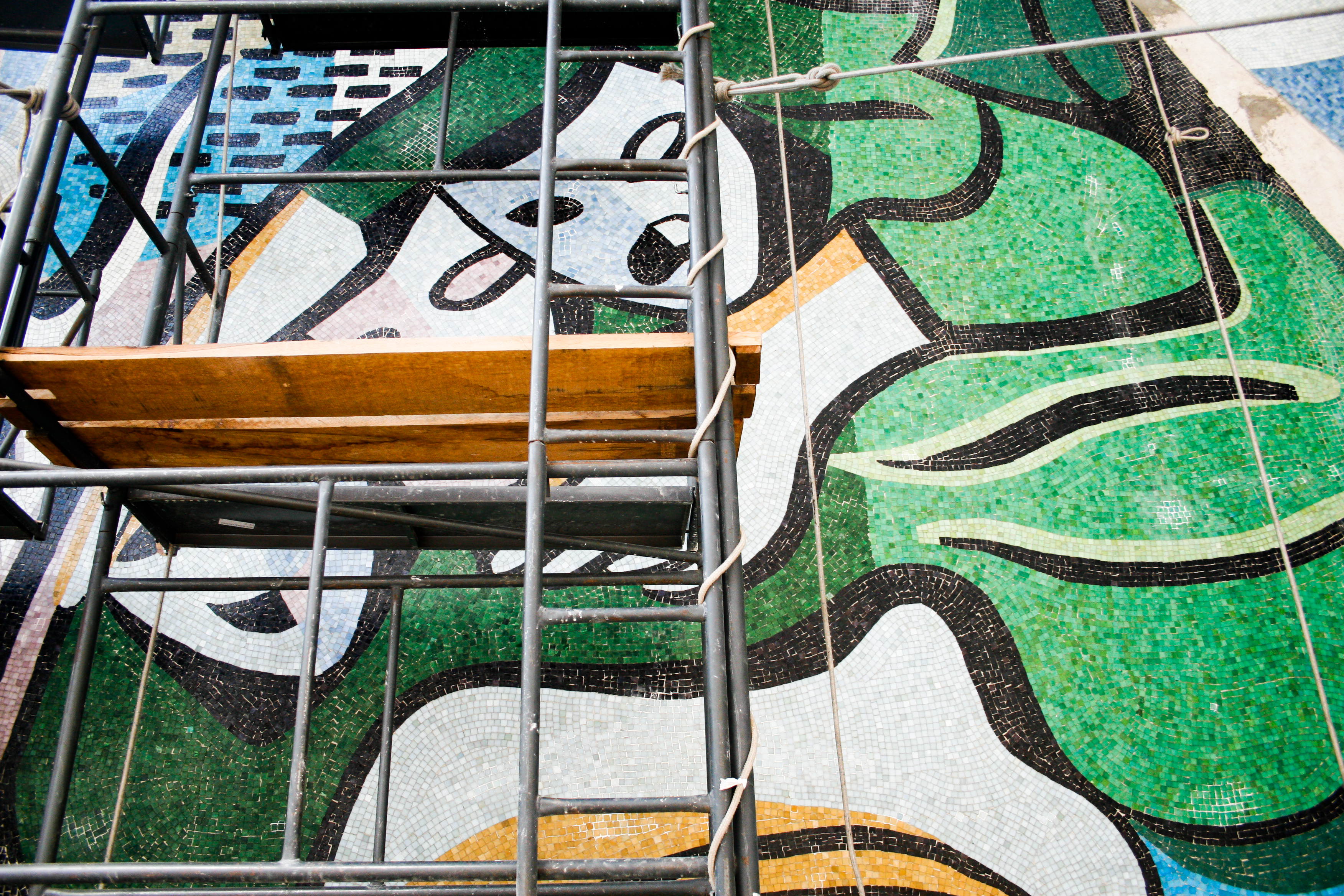
Obras de restauração do painel de Emiliano Di Cavalcanti do Teatro Cultura Artística

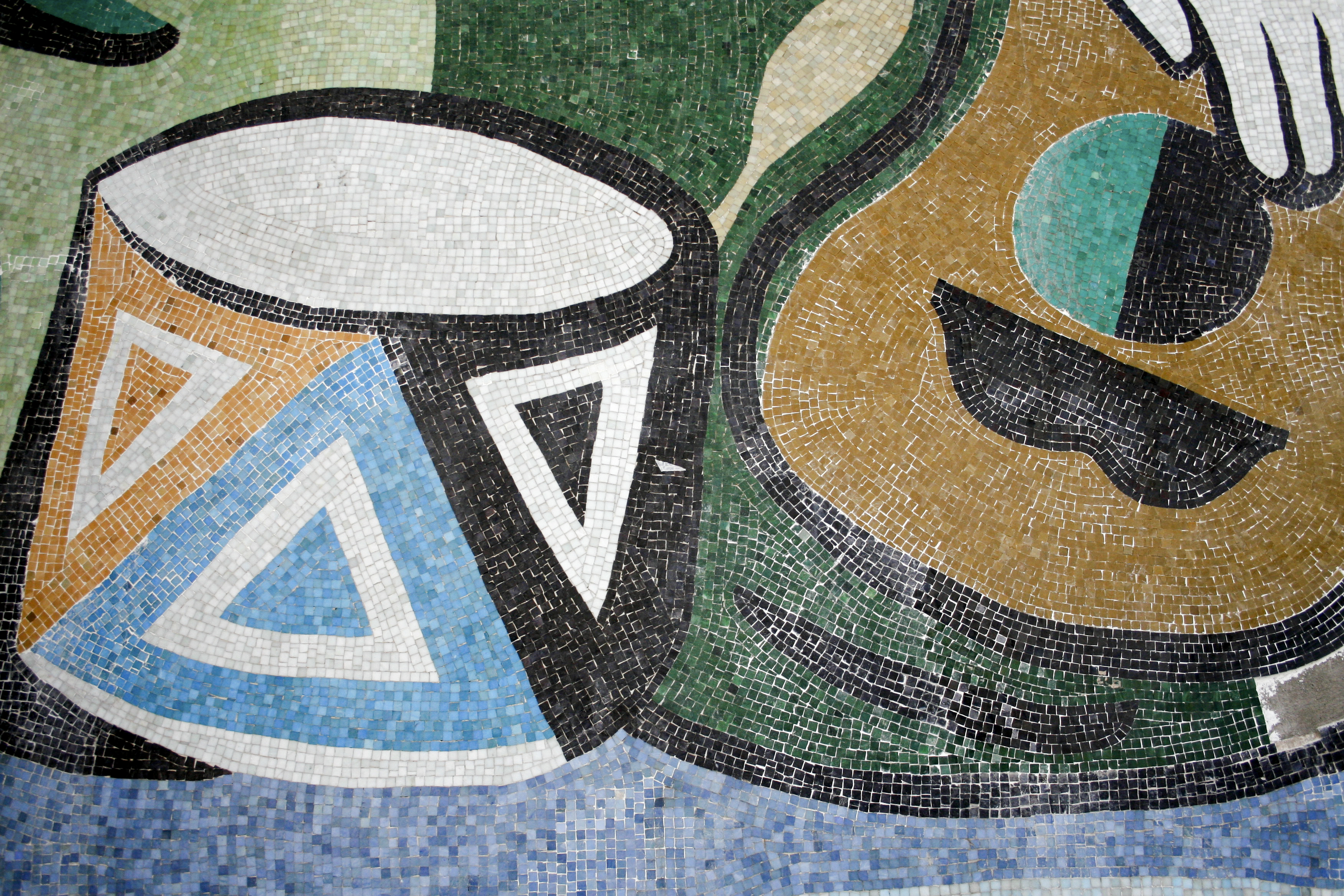
Detalhes do mosaico em vidro do painel de Emiliano Di Cavalcanti

### O Mural de Di Cavalcanti
O arquiteto Rino Levi projetou para o Teatro uma fachada bastante ousada. Três artistas foram convidados a criar um painel de grande dimensão para decorar a frente do espaço e o trabalho de Emiliano Di Cavalcanti foi o selecionado. O artista, que dedicava grande parte do seu trabalho à arte muralista na cidade de São Paulo, fez um projeto minucioso para a escolha das pastilhas e das cores que comporiam o mosaico. Em março de 1950, o mural intitulado Alegoria das Artes ficou pronto.
Di Cavalcanti buscou retratar através de uma simetria impecável dez musas da mitologia grega inspiradoras das artes e das ciências que, sem duvida, deixaram uma marca registrada para a fachada do Teatro. Este trabalho foi um marco na carreira do pintor e, até hoje, a obra é considerada uma das maiores artes exposta em espaço público em São Paulo.

## Características Arquitetônicas
Com capacidade para cerca de duas mil pessoas, o terreno do Teatro Cultura Artística ocupa quase que integralmente um lote de formato irregular no centro da Cidade de São Paulo. De acordo com o site Arquicultura da Faculdade de Arquitetura e Urbanismo da Universidade de São Paulo, a plateia principal ficava acomodada em um patamar mais elevado em relação ao palco. A sala principal de espetáculos foi amplamente estudada para que formasse nas paredes, pisos e teto uma curvatura parabolóide, com o objetivo de uma melhor difusão do som. A suave curvatura das paredes dos fundos permitiu que a fachada do Teatro recebesse o painel de Emiliano Di Cavalcanti. Assim, ao passar em frente ao local, é possível acompanhar a curvatura da rua com a do gigantesco mosaico.

## Significado histórico e cultural

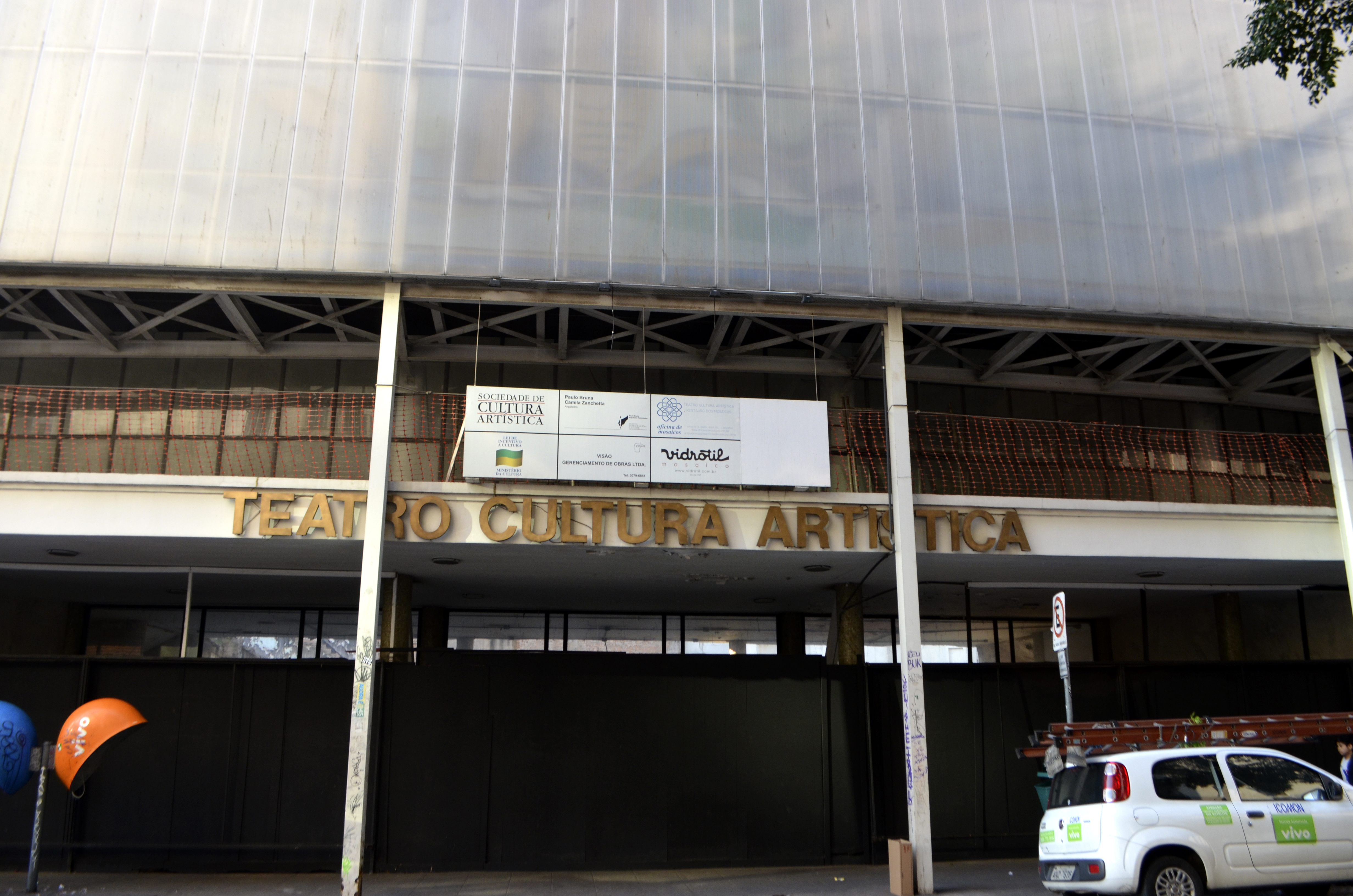
Fachada conservada do incêndio do Teatro Cultura Artística

Ao longo de sua existência, o Teatro Cultura Artística desempenhou um importante papel na contribuição da metropolização e internacionalização da cultura da cidade de São Paulo. Foi sede de diversas atividades culturais e intelectuais que marcaram as produções paulistanas, principalmente em relação às artes dramáticas.

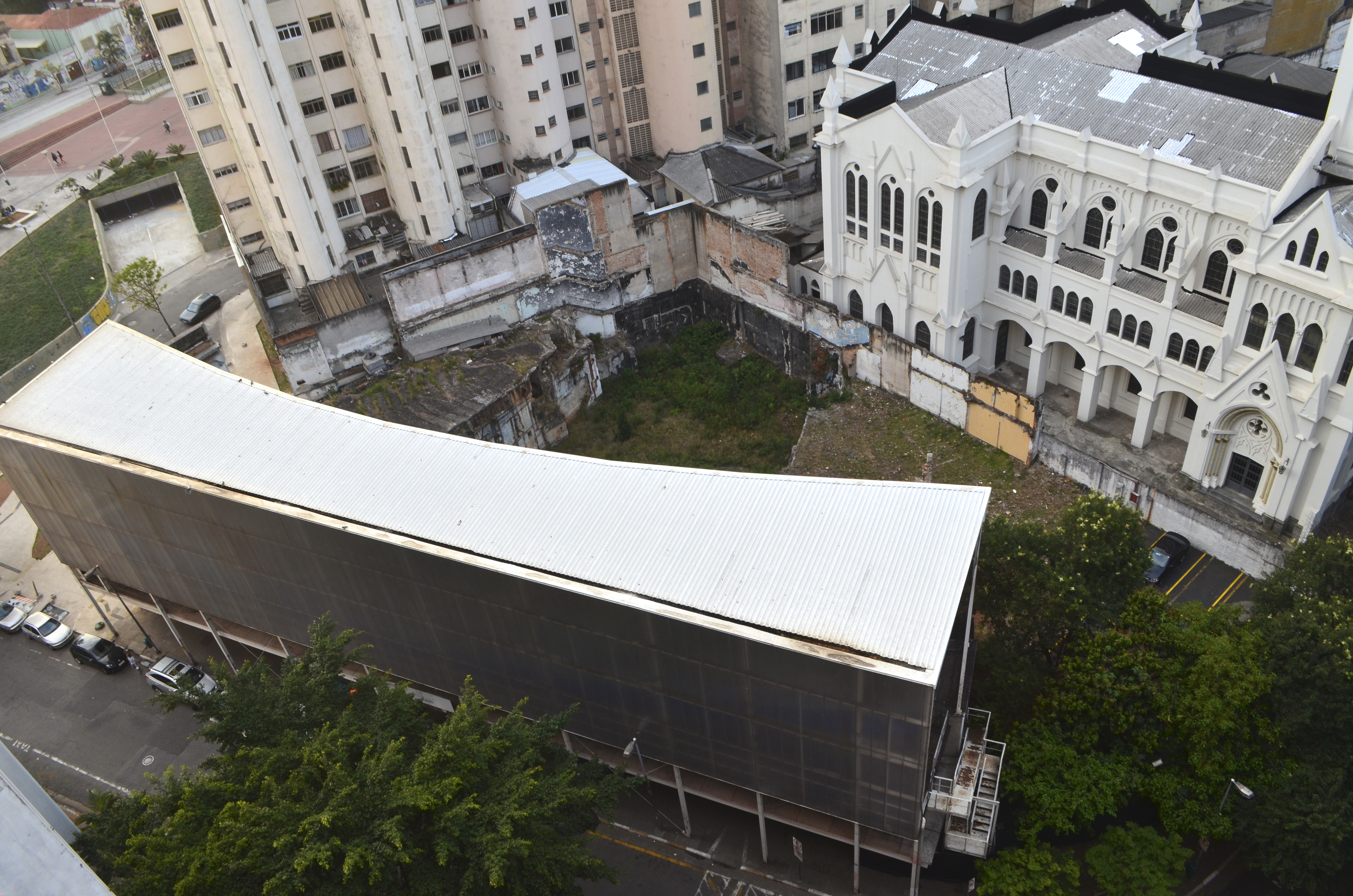
Visão do terraço do Braston Hotel São Paulo após o incêndio do Teatro Cultura Artística

## Incêndio
Na madrugada do dia 17 de agosto de 2008, um incêndio atingiu o teatro e destruiu as salas de espetáculos. Ficaram intactos a fachada e o mosaico “Alegoria das Artes”, de Di Cavalcanti, e o acervo de documentos históricos. Ainda em 2008, o painel e a fachada foram decretados patrimônio histórico municipal e, em 1 de dezembro de 2010, o arquivo documental se tornou patrimônio histórico nacional. Em 2011, a obra de Di Cavalcanti foi totalmente restaurada por especialistas, retomando às suas formas originais.

## Reconstrução
No mesmo ano do incêndio, em 2008, começou a ser desenvolvido um projeto para a reconstrução do Cultura Artística. Paulo Bruna, arquiteto que trabalhou no escritório de Rino Lévi, assinou as plantas do novo edifício que deverá ser um dos mais modernos teatros da cidade de São Paulo. O projeto conta com a contribuição de diversos consultores internacionais.

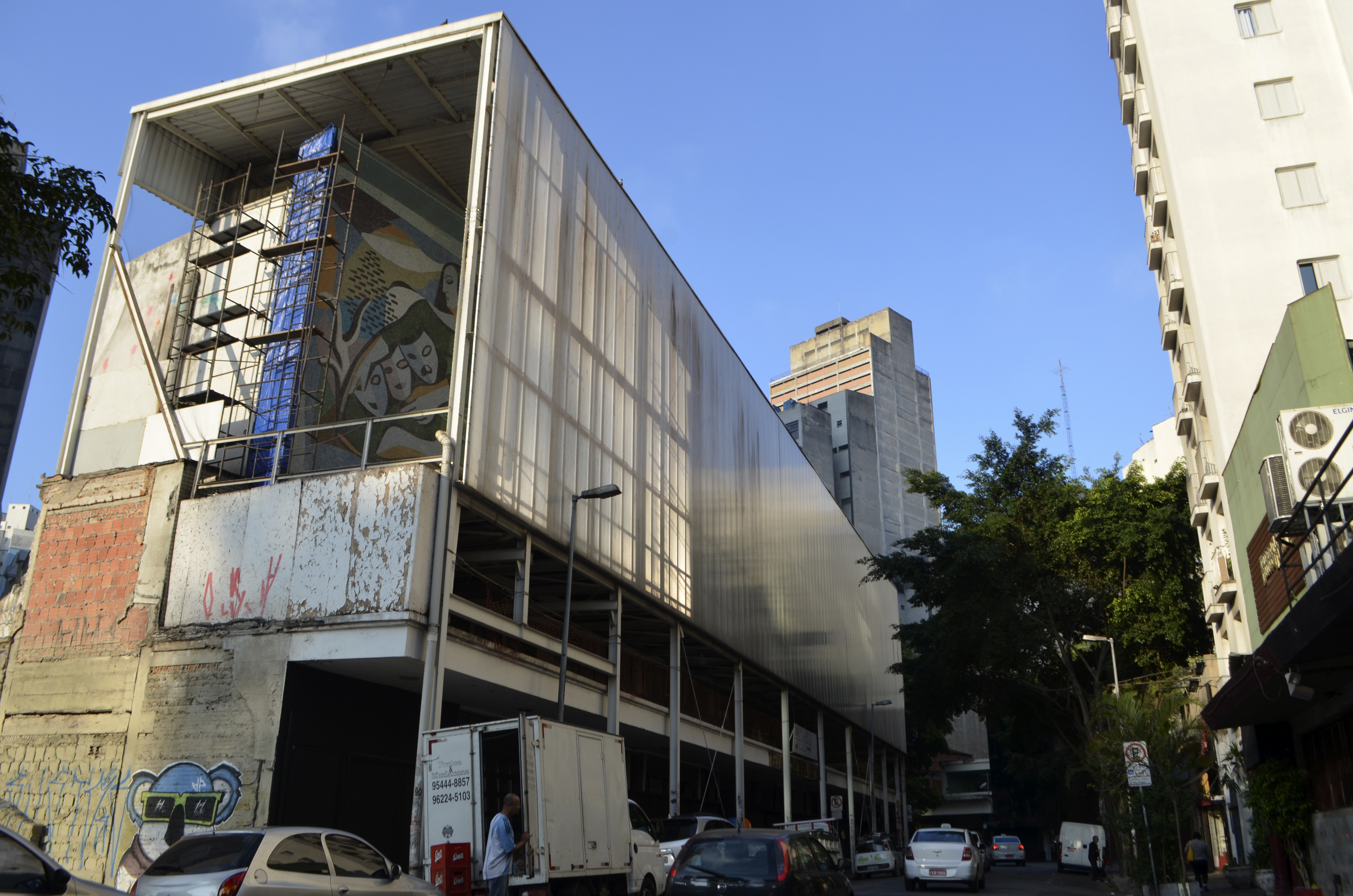
Estrutura de aço montada para a restauração do painel

Logo após o desastre, foi feita a restauração do painel de Di Cavalcanti. O processo foi muito diferente do que a cidade de São Paulo estava acostumada. Uma estrutura de aço foi montada para a proteção e conservação do mural e entre 2010 e 2011, as obras foram abertas para visitas monitoradas em dois aspectos: as visitas técnicas, destinadas a profissionais e estudantes de arquitetura, e visitas culturais, em que apreciadores de história e cultura em geral poderiam ter acesso ao processo delicado de restauração de uma das artes mais importante ao ar livre da cidade de São Paulo.
O projeto também procura criar um complexo inovador, de maior interação com os moradores da cidade, buscando revitalizar a rua Nestor Pestana e a Praça Roosevelt, onde estará localizada a entrada do teatro. As dimensões do teatro serão aumentadas: ao invés de abrigar duas salas como antes, o novo ambiente pretende combinar uma única sala com capacidade de 1400 pessoas com uma arquitetura e um design bastante modernos. Esse projeto, portanto, deixará o Teatro preparado e equipado para receber concertos, espetáculos e shows variados.
A reconstrução do Cultura Artística foi planejada durante sete anos, tendo sido liberado o alvará, ultimo documento necessário, em junho de 2015, possibilitando enfim o início das obras. O fator que implicou na demora da liberação do ultimo documento, foi a negociação de desapropriação do prédio vizinho, onde funcionava a boate Kilt, legalmente desapropriada em 2012.
Em 2015, o orçamento inicial das obras era de R$ 100 milhões, sujeito a acréscimos devido às taxas de câmbio e à inflação. Em agosto de 2017,foi apresentado o projeto  que dialoga com o original e usa áreas que sobreviveram ao incêndio. A primeira fase da obra, que iniciou em outubro de 2017, que fará do Cultura Artística uma sala de música de câmara, vai custar R$ 30 milhões, já em caixa; para o acabamento do prédio, a campanha de arrecadação continua,com previsão de reinauguração para 2021.

## Tombamento
O Teatro Cultura Artística possui o tombamento em nível federal, estadual e municipal.

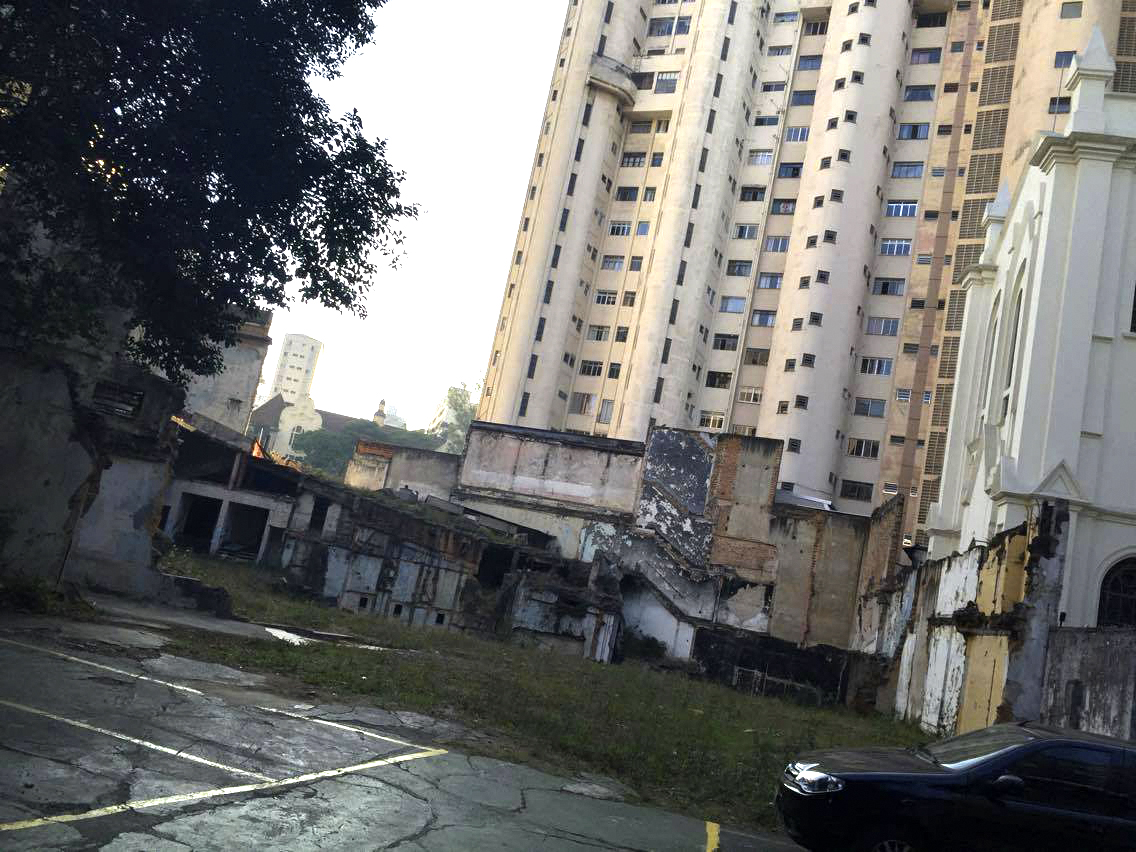
Área interna após o incêndio

 A primeira fase desse processo foi em 2009 a nível estadual, através do CONDEPHAAT. Em 2016, o processo de tombamento do espaço foi também reconhecido pelo Ministério da Cultura, através do Instituto do Patrimônio Histórico e Artístico Nacional portaria Nº 89, de no dia 1 de junho de 2016, publicada no Diário Oficial da União.
O processo de tombamento foi fortemente influenciado pela vida e trabalho do arquiteto Rino Levi. A sua colaboração para o desenvolvimento da arquitetura moderna em São Paulo, sem dúvida, teve um importante peso na decisão governamental. O fato de suas obras terem sido pouco estudadas se fez necessária a intervenção do Estado para a garantia de sua preservação.

## Galeria

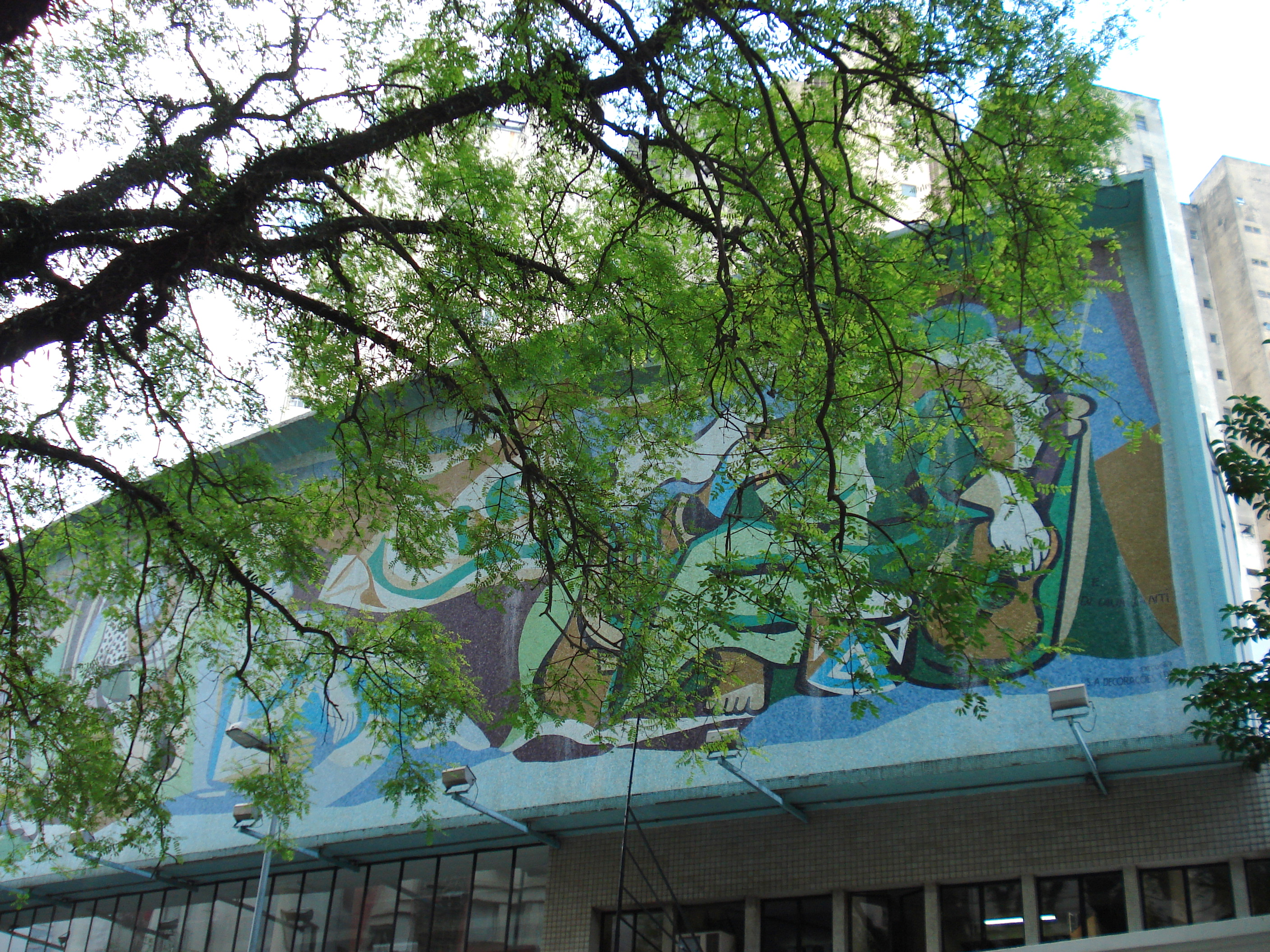
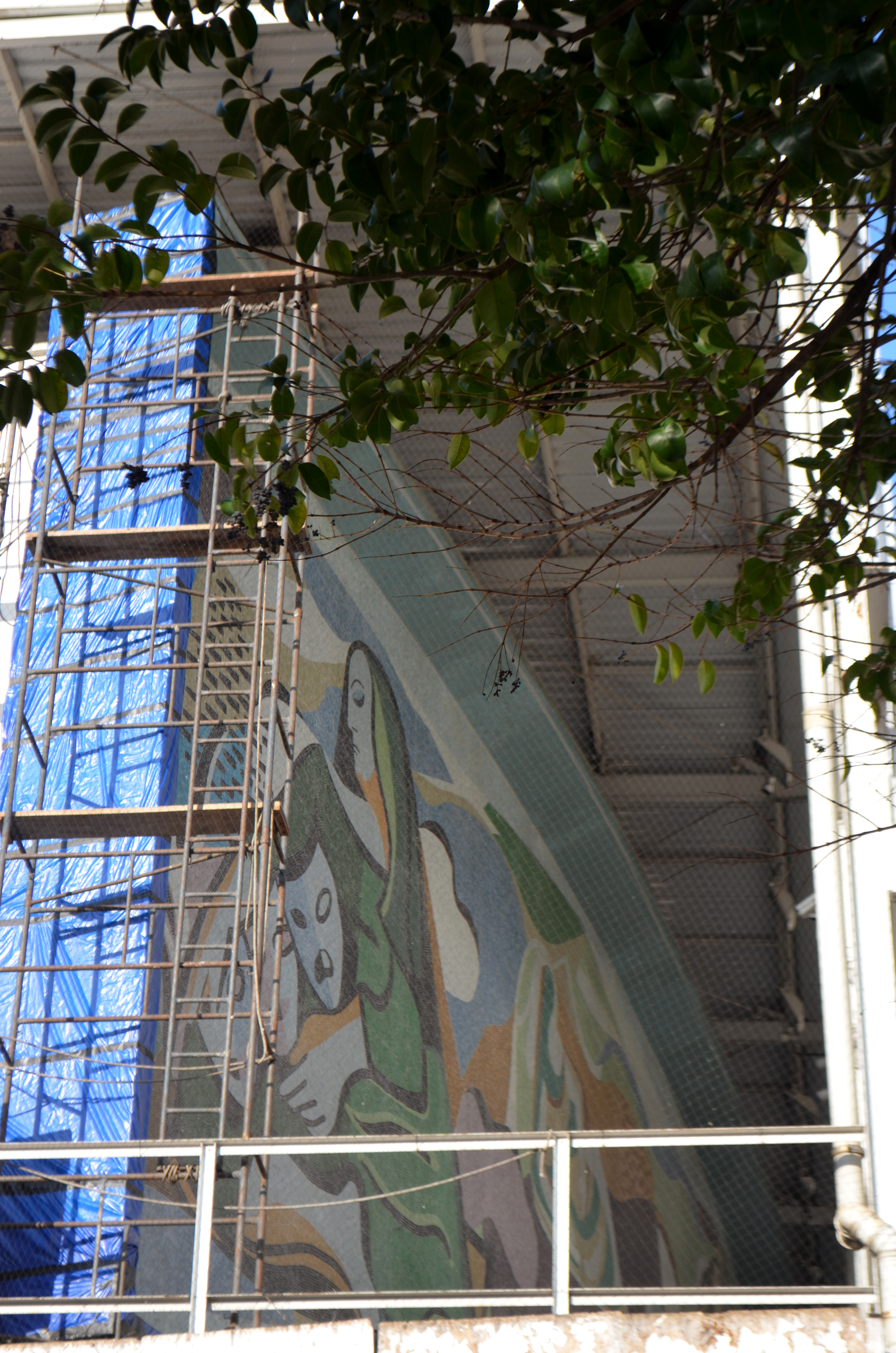
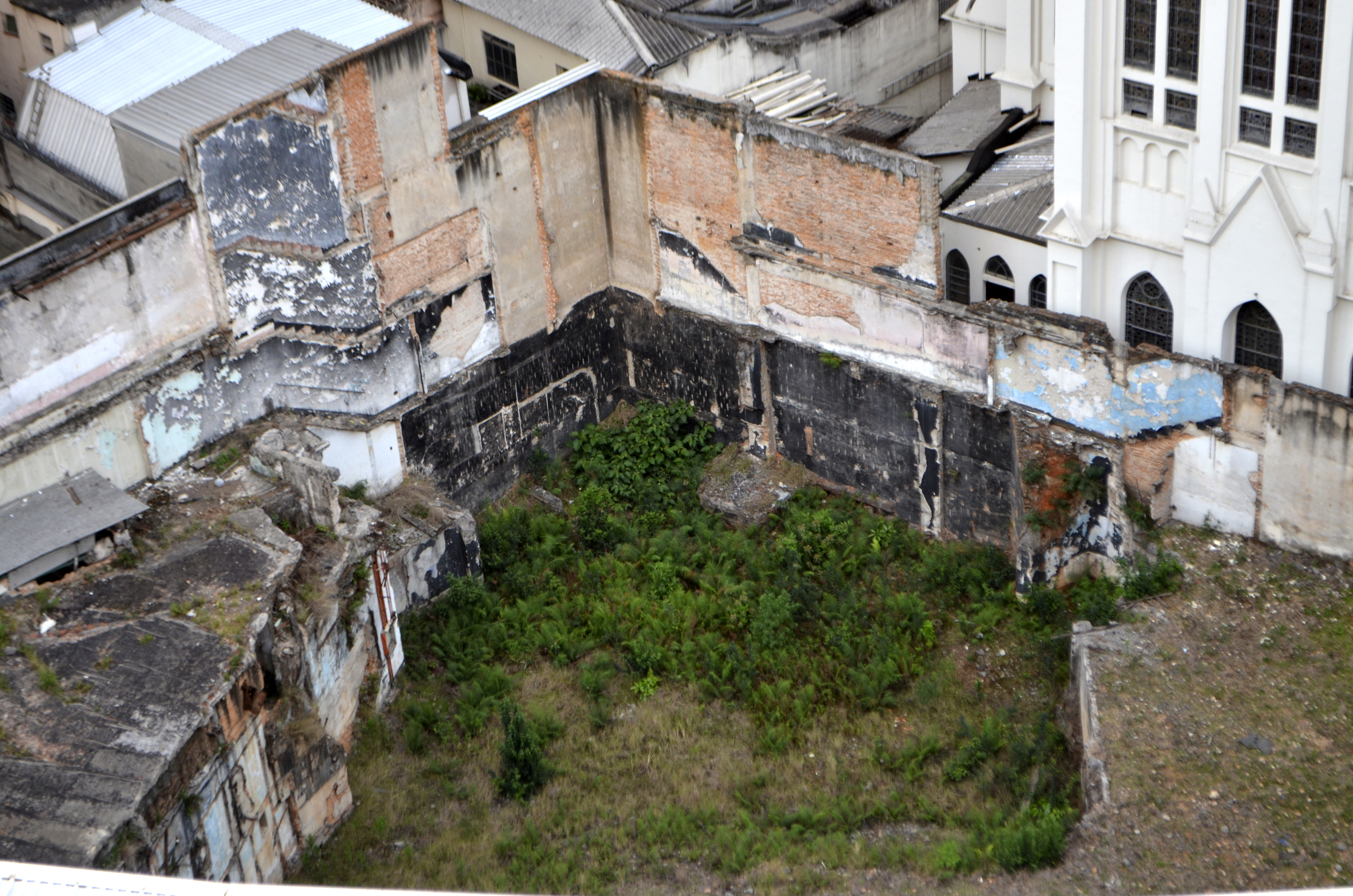
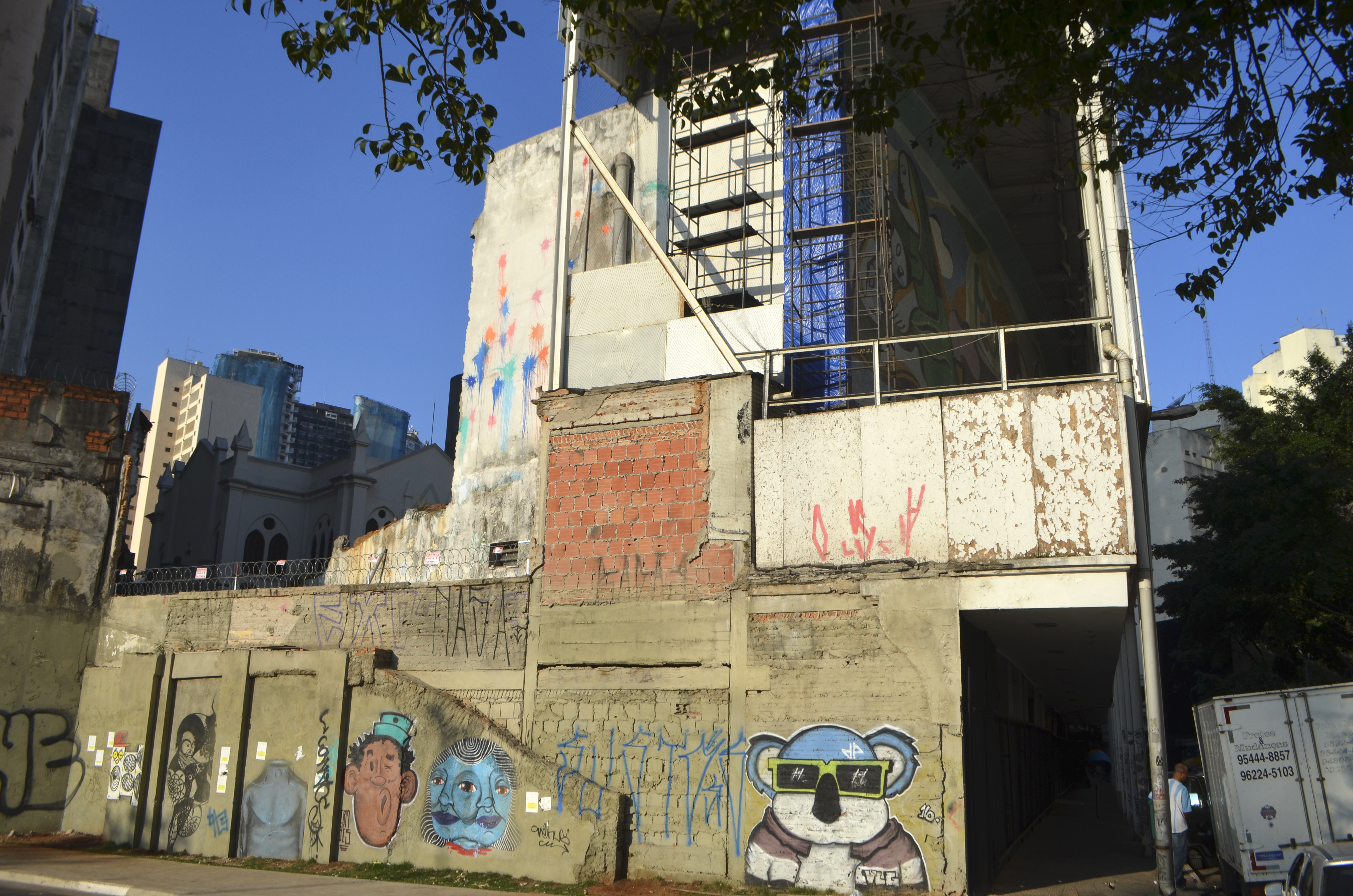
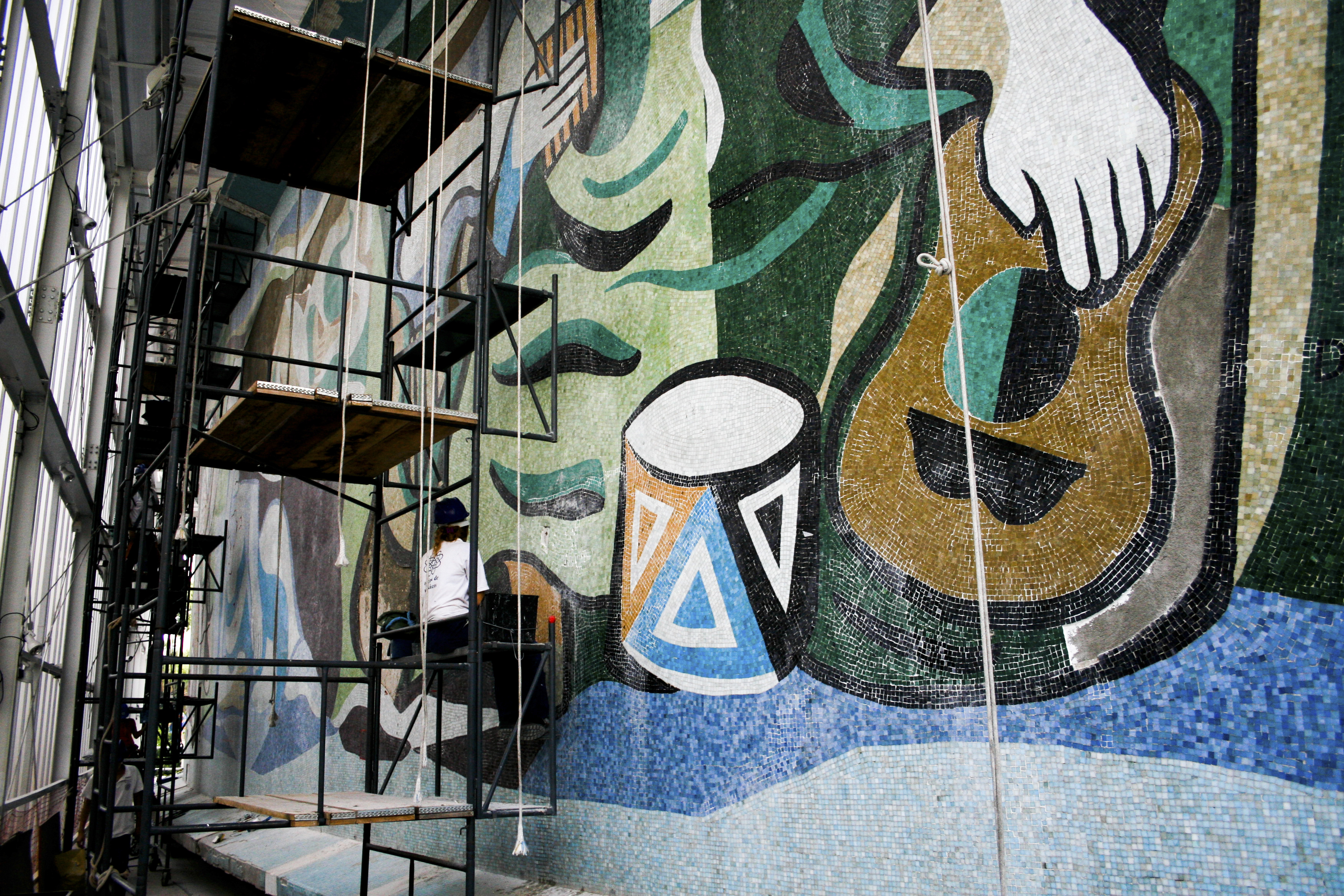